# 10355 Kojiroharada
10355 Kojiroharada (1993 EQ) là một tiểu hành tinh vành đai chính được phát hiện ngày 15 tháng 3 năm 1993 bởi K. Endate và K. Watanabe ở Kitami.